# ビッグトゥデイ
『B:T ビッグ・トゥデイ』（Big Today）は、1995年10月2日から1999年3月31日まで、フジテレビ系列他で生放送をされたフジテレビ発の平日午後の情報番組である。

## 概要
この時期フジテレビはニュースや芸能情報に重点を置かないバラエティ要素の強い情報番組『TVクルーズ となりのパパイヤ』→『3時ヨこい!』を同枠で放送していたが、その間にテレビ東京を除く民放各局の午後の情報番組は『阪神・淡路大震災』や『オウム真理教』の一連の報道一色となり同番組は苦戦し、フジテレビはこの2番組における当初のバラエティ路線を修正せざるを得ない状況となった。   
そこで、これまでの路線を180度転換してニュース・芸能情報中心の当番組を立ち上げ、メイン司会にはNHKを退職し、フリーアナウンサーになったばかりの佐藤充宏を起用した。
この番組の大きな特色は、それまでのワイドショーにはつきものであった、テレビの画面右下に表示される事件性、凶暴性をあおるような刺々しい白字の手書きのテロップを排除し、ニュース番組のようなゴシック体でカラフルなテロップを採用した先駆けとなった。この演出が評判が良かったため、裏番組の日本テレビの『THE・ワイド』も、翌1996年10月より追随し同テロップに変更した。
1999年3月31日をもって『FNNスーパーニュース』が放送時間を拡大され17:25開始に伴い、当番組は終了、内容そのままの85分番組『2時のホント』となる。また、コメンテーター兼金曜日のコーナーレギュラーのピーコが担当されたコーナー『辛口ピーコのファッションチェック』は、後番組の『2時のホント』にも引き継がれた。

## 放送時間・歴代出演者
| 期間          | 期間          | 放送時間（JST）              | 司会       | 司会         | フィールドキャスター | コーナーレギュラー | コーナーレギュラー | コーナーレギュラー | コーナーレギュラー | ニュース | 芸能解説  |
| 期間          | 期間          | 放送時間（JST）              | メイン司会 | アシスタント | フィールドキャスター | 月曜・火曜         | 水曜               | 木曜               | 金曜               | ニュース | 芸能解説  |
| ------------- | ------------- | ---------------------------- | ---------- | ------------ | -------------------- | ------------------ | ------------------ | ------------------ | ------------------ | -------- | --------- |
| 1995年10月2日 | 1996年5月31日 | 平日 14:00 - 15:55（115分）  | 佐藤充宏   | 寺田理恵子1  | 境鶴丸1・2・3        | （なし）           | 春風亭昇太         | 栗原はるみ         | （なし）           | 露木茂4  | 前田忠明2 |
| 1996年6月3日  | 1997年3月28日 | 平日 14:00 - 15:55（115分）  | 佐藤充宏   | 寺田理恵子1  | 境鶴丸1・2・3        | （なし）           | 春風亭昇太         | 栗原はるみ         | ピーコ2            | 露木茂4  | 前田忠明2 |
| 1997年3月31日 | 1998年3月27日 | 平日 14:00 - 15:50（110分）5 | 佐藤充宏   | 杉浦広子6    | 境鶴丸1・2・3        | （なし）           | 春風亭昇太         | 栗原はるみ         | ピーコ2            | （廃止） | 前田忠明2 |
| 1998年3月30日 | 1999年2月19日 | 平日 14:00 - 15:50（110分）5 | 佐藤充宏   | 杉浦広子6    | 境鶴丸1・2・3        | （なし）           | 春風亭昇太         | 平野文             | ピーコ2            | （廃止） | 前田忠明2 |
| 1999年2月22日 | 1999年3月31日 | 平日 14:00 - 15:50（110分）5 | 佐藤充宏   | 島田彩夏7    | 境鶴丸1・2・3        | （なし）           | 春風亭昇太         | 平野文             | ピーコ2            | （廃止） | 前田忠明2 |

1 前番組の『3時ヨこい!』より続投。
2 後番組の『2時のホント』も続投。
3 佐藤充宏の休暇時にはメイン司会を代打ピンチヒッターされ、フィールドキャスターを女性アシスタントが兼務された。
4 報道センターから出演。『FNNスーパータイム』のメインキャスターも担当。
5 『FNNニュース555 ザ・ヒューマン』番組開始に伴い、5分縮小。
6 産休に伴い、卒業。
7 週末の『FNNスーパーニュース』のスポーツ情報も、1999年3月11日 - 3月26日は『FNNスーパーニュース』の木曜日・金曜日のお天気情報も担当。
新聞解説
- 武久成之（夕刊フジ編集長）

コメンテーター
- 亀和田武（作家、コラムニスト）： 元『スーパーワイド』（TBS）メイン司会
- 花田紀凱
- 軍司貞則
- 勝谷誠彦（コラムニスト）
- ピーコ（ファッション評論家、タレント） ：金曜日のコーナーレギュラーと兼務

リポーター
- 奥山英志
- 羽田真
- 本田信一郎
- 木佐彩子
- 武田祐子
- 濱田典子
- 平松あゆみ

ナレーション
- 太田真一郎
- 寺瀬めぐみ
- 増谷康紀
- 坪井章子
- 中村尚子
- 大場真人
- 平野正人

他

## 主なコーナー
ニュースのぞき見隊
境アナが担当。コーナー前半は新聞記事（当日の朝刊）からいくつか取り上げて紹介。後半は日替わりで書籍・CDの売り上げ、トレンドグッズなどを紹介する「のぞき見ランキング」を放送。
曜日コーナー（15時台）
主に水曜日から金曜日にかけて放送。
昇太の朝・昼・晩ごはん（水曜日）
落語家の春風亭昇太がタレントや有名人に密着し、どんな食生活を送っているかを見るコーナー。当時主流だった『有名人密着24時』の派生した企画。ただし、番組内容変更の影響でコーナーが休止して放送されないことも多々有り、昇太がスタジオ出演のみという場合もあった。
栗原はるみのすてきレシピ（木曜日）
料理研究家の栗原はるみによる料理コーナー。ただ調理するだけで無く、食材についての解説やライフスタイルに関した話題も放送。スタジオセットの2階にキッチンがあった。1998年3月まで放送。
平野文の旬ですよ（木曜日）
声優で築地の魚屋の女房でもある平野文による、その時季の旬のさかなを紹介するコーナー。平野が女性アナウンサーと共に、毎週各地の漁港で旬のさかなを取材してきたVTRを流し、スタジオではそのさかなをつかった築地流料理を、出演者全員が試食をした。当日のさかなの調達とその料理は、平野の夫である築地魚河岸三代目の小川貢一が担当。簡単なのに美味しいその味に毎回全員が無言で完食をしていたこともあり、そのレシピは「平野文の今日のメニューはさかなかな?」（扶桑社）として発刊された。1998年4月から放送。
辛口ピーコのファッションチェック（金曜日）
ファッション評論家でもあるピーコが、街行く女性のファッションを批評するコーナー。1996年6月のTBSの『スーパーワイド』の終了後から、本番組にコーナーごと移籍。
夕刊トゥデイ・夕刊早読み隊
番組初期は夕刊フジ編集局から中継で夕刊フジの内容を紹介する「夕刊トゥデイ」として放送。後に夕刊の一面、及び社会面の記事からいくつか取り上げる「夕刊早読み隊」にリニューアル。

## スタッフ
- 構成：杣山直、澤井康成、野村正満、石川あつき・大屋覚、山本喜浩、安達充 ほか
- 技術：毛利敏彦、広瀬重雄、中川清幸 ほか
- カメラ：篠原栄二、加瀬俊弘、蛭田英和、板橋和也、先崎聡 ほか
- 音声：石塚良夫、猪狩敏、野原章、佐藤浩一、大久保保 ほか
- VE：大槻浩司、守安庸一、畑本文雄 ほか
- 照明：和田智裕、高橋幸次郎 ほか
- 音響効果：第一音響
- 編集：テレモーションマックス、スタジオヴェルト
- 技術協力：共同テレビ、八峯テレビ、FLT
- 美術制作：丹沢秀雄→夏野展實
- 美術進行：古賀飛、今本高司、織田伊久磨
- デザイン：越野幸栄→石森慎司
- タイトル：加藤啓次、佐々木千代乃
- タイトルロゴ：ケネックジャパン
- ワープロ：小田秋子
- タイムキーパー：北原万理香、刑部利恵子
- ディレクター：
  - 渡邊信治、安沢健治、三田一郎、厚地秀和、岡徹也、田代豊一、川崎正明、鬼塚慎二、中村百合子、田中謙介、野中哲也、田中悟史
  - 太田伸、渡辺浩、田上孝家、岡田実、前川英之、岡本明男、菅谷仁志、大泉研、長原竜也、田中真人、中尾泰輔
  - 内ヶ崎秀行
- 芸能デスク：前田忠明
- 企画デスク：今井一
- 情報デスク：鈴木良子
- 制作協力：共同テレビジョン、イースト、フジクリエイティブコーポレーション
- プロデューサー：西上均、田中信之→牟田夏彦
- チーフプロデューサー：今井一
- 制作：フジテレビ第三制作部（現在：情報制作センター）

## エンディングテーマ
- 「涙の夕焼け」KAN[1]
- 「DEAR」Vane For Road[2]
- 「朝焼けの空に」Le Couple
- 「GIFT」THE COLLECTORS
- 「等身大の地球儀」泉川そら
- 「ストップ」スパイス・ガールズ
- 「交差」森たまき

## ネット局
| 放送対象地域   | 放送局                    | 系列                                         | 備考                                        |
| -------------- | ------------------------- | -------------------------------------------- | ------------------------------------------- |
| 関東広域圏     | フジテレビ（CX）          | フジテレビ系列                               | 制作局                                      |
| 北海道         | 北海道文化放送（uhb）     | フジテレビ系列                               |                                             |
| 岩手県         | 岩手めんこいテレビ（mit） | フジテレビ系列                               |                                             |
| 宮城県         | 仙台放送（OX）            | フジテレビ系列                               |                                             |
| 秋田県         | 秋田テレビ（AKT）         | フジテレビ系列                               |                                             |
| 山形県         | さくらんぼテレビ（SAY）   | フジテレビ系列                               | 1997年3月17日（サービス放送期間中）から     |
| 福島県         | 福島テレビ（FTV）         | フジテレビ系列                               |                                             |
| 新潟県         | 新潟総合テレビ（NST）     | フジテレビ系列                               | 現在：NST新潟総合テレビ                     |
| 長野県         | 長野放送（NBS）           | フジテレビ系列                               |                                             |
| 静岡県         | テレビ静岡（SUT）         | フジテレビ系列                               |                                             |
| 富山県         | 富山テレビ（BBT）         | フジテレビ系列                               |                                             |
| 石川県         | 石川テレビ（ITC）         | フジテレビ系列                               |                                             |
| 福井県         | 福井テレビ（FTB）         | フジテレビ系列                               |                                             |
| 中京広域圏     | 東海テレビ（THK）         | フジテレビ系列                               |                                             |
| 近畿広域圏     | 関西テレビ（KTV）         | フジテレビ系列                               |                                             |
| 島根県・鳥取県 | 山陰中央テレビ（TSK）     | フジテレビ系列                               |                                             |
| 岡山県・香川県 | 岡山放送（OHK）           | フジテレビ系列                               |                                             |
| 広島県         | テレビ新広島（tss）       | フジテレビ系列                               |                                             |
| 山口県         | テレビ山口（tys）         | TBS系列                                      | 当初14:55に飛び降り。のちにフルネットへ移行 |
| 徳島県         | 四国放送（JRT）           | 日本テレビ系列                               | 当初14:55に飛び降り。のちにフルネットへ移行 |
| 愛媛県         | 愛媛放送（EBC）           | フジテレビ系列                               | 現在：テレビ愛媛                            |
| 高知県         | 高知さんさんテレビ（KSS） | フジテレビ系列                               | 1997年3月20日（サービス放送期間中）から。   |
| 福岡県         | テレビ西日本（TNC）       | フジテレビ系列                               |                                             |
| 佐賀県         | サガテレビ（STS）         | フジテレビ系列                               |                                             |
| 長崎県         | テレビ長崎（KTN）         | フジテレビ系列                               |                                             |
| 熊本県         | テレビ熊本（TKU）         | フジテレビ系列                               |                                             |
| 大分県         | テレビ大分（TOS）         | 日本テレビ系列 フジテレビ系列                |                                             |
| 宮崎県         | テレビ宮崎（UMK）         | フジテレビ系列 日本テレビ系列 テレビ朝日系列 |                                             |
| 鹿児島県       | 鹿児島テレビ（KTS）       | フジテレビ系列                               |                                             |
| 沖縄県         | 沖縄テレビ（OTV）         | フジテレビ系列                               |                                             |